# ミハイ・ムレサン
ミハイ・ムレサン（Mihai Mureșan、2002年10月2日 - ）は、リーガ・ナツィオナーラ・デ・ラグビー、CSMシュティインツァ・バヤ・マーレに所属するラグビーユニオン選手。

## プロフィール
- ルーマニア出身[1]。
- ポジションはスタンドオフ(SO)。
- 身長 182cm、体重 89kg
- U20ルーマニア代表に選ばれたことがある。
- ルーマニア代表キャップは3（2025年2月現在）でラグビーワールドカップ2023のルーマニア代表に選ばれた[2]。

## 略歴
2021年、CSMシュティインツァ・バヤ・マーレに加入。